# 정경수
정경수(鄭敬守, 1946년 4월 8일~)는 대한민국 시조시인, 수필가이며 문학박사다. 1988년 시조 '대왕암', '물', '오랑캐꽃'을 <전북문학>에 발표하고 문단 활동을 시작했다, 2003년, 2005년 <월간수필문학>에 2회 천료하고 수필등단했으며, 2007년 시 전문지 <계간시선>에서 최승범, 정공량 추천으로 시조등단했다. 시조집 <사랑에 관하여>, <그리움은 어머니다>. <가고파를 부르며>,  수필집 ⟨개타령 또 개타령⟩, <떠남은 기쁨이여>, <천사의 손>, <아이야 젖은 양말 벗겨주랴>,<일상의 자유를 그리며>  등이 있다. 국어교육학석사 논문으로'염상섭 소설에 나타난 사회의식의 변용'(부산대학교)이 있으며, '채만식 소설의 인접 장르 수용양상 연구'(동아대학교)로 문학박사를 득했다. 2014년 11회 부산카톨릭문학상 본상, 2017년 24회 부산문학상 대상(수필), 2021년 31회 수필문학상을 수상했다

## 생애
운강(雲江) 정경수는 1946년 경남 남해군 남해읍 서변동에서 출생했다. 남해초등학교 입학후 남해초등학교에서 13년을 교사로 근무하고 부산유락초등학교로 전근한 부친을 따라 부산유락초등학교 5학년에 전학(1956년), 졸업하고 동래중학교, 동아고등학교, 부산교육대학교, 동아대학교 국어국문학과, 부산대학교 교육대학원을 졸업했다. 
박사 논문 <채만식 소설의 인접장르 수용 양상>은 채만식 작가의 소설이 극양식과 서로 넘나들며 고전소설의 패러디를 통해서 새로운 시각으로 '고전의 현대화'를 이루어 나가는 한국의 대표적인 풍자작가로서의 지성과 양심에 주목했다. 
교육대학 졸업 후 우암초등학교 교사를 시작으로 성남초등학교, 동항초등학교, 성동초등학교에서 자라나는 꿈나무들을 가르치면서 1976년~1978년 교원백일장 시조 가작 입상 등 수차례 수상하였고, <전북문학>에 시조 '대왕암' 등 세 편을 발표하면서 문단활동을 시작했다. 외래교수로 성지공전(1985년), 동아대학교(1986년~1988년), 동의대학교(1986년~2005년),(2011년~2013년)를 역임하였고, 대연정보고등학교 국어교사로 정년퇴임하였다.

## 학력
- 남해초등학교 입학
- 부산유락초등학교 졸업
- 동래중학교 졸업
- 동아고등학교 졸업
- 부산교육대학교 졸업
- 동아대학교 국어국문학과 졸업
- 부산대학교 교육대학원 졸업
- 동아대학교 대학원 졸업

## 경력
- 한국문인협회문학유적탐사연구위원회위원
- 한국수필가협회이사
- 한국시조시인협회회원
- 국제펜클럽한국본부 이사
- 부산문인협회사업이사 겸 자문위원 역임
- 부산수필문인협회부회장 역임
- 부산시조시인협회부회장 역임
- 수필문학부산작가회장 역임
- 수필문학추천작가회부회장(서울)
- 부산영호남문인협회자문위원
- 길동인부회장
- 시와인식동인
- 새시대문학운영위원
- 시선사편집위원
- 우리말글사랑행동본부부회장
- 부산문인협회고문
- 부산카톨릭문인협회자문위원
- 전 화전문학부회장 회장 역임
- 전 부산문인협회부회장
- 전 부산카톨릭문인협회장
- 전 기장문인협회장

## 작품
<시조집> 
- 사랑에관하여
- 그리움은어머니다
- 가고파를 부르며

<시조> 
- '대왕암', '물', 오랑캐꽃' 등 200여 편

<수필집> 
- 개타령 또 개타령
- 떠남은 기쁨이여
- 천사의 손
- 아이야 젖은 양말 벗겨 주랴
- 산티아고 순례길-만남의 기쁨
- 일상의 자유를 그리며

<논문집> 
- 요산 김정한론(동아대학교 문학사)
- 염상섭 소설에 나타난 사회의식의 변용(부산대 국어교육학 석사)
- 채만식 소설의 인접 장르 수용양상 연구(동아대학교 문학박사)
- 그 외 20여 편 논문 발표

## 수상
- 교육부장관상
- 교원시조 입상(1),가작(2)
- 문화체육부장관상
- 황조근정훈장
- 2014년 부산카톨릭문학상 본상
- 2017년 부산문학상 대상(수필)
- 2021년 수필문학상

## 작품 경향
시조시인이자 수필가인 운강 (雲江 ) 정경수는 언어에 대한 진지한 탐색의 장과 더불어 언어의 음악성에 심취하여 다양한 보법들을 펼쳐 보여주었다. 그의 시는 자연의 넉넉함을, 자연의 그 풍성함을 우리가 느끼고 받아들이는 과정에서 자연스럽게 빚어낸 마음의 적념(寂念)이다. 이런 화락(和樂)을 지향하고 화평(和平)을 추구하는 일념(一念)이 독자들의 마음에 감동으로 다가온다. 한편 신앙을 바탕으로 한 인정미 넘치는 주변의  따뜻한 이야기와 성지 순례를 통한 자기성찰, 삶의 새로운 자료를 알려준다는 점에서 큰 호평을 받았다.